# 勋阀政治
勋阀政治（英語：Timocracy），是一种只有资产所有者可以参政的政治制度，在馬列主義的文獻中所說的資產階級民主便屬此類，近現代特指十八九世紀到二十世紀中前的英國和法國與荷蘭等國家，其雖然擁有民主的形式和一定程度的言論自由。但只有能交得起相當重的稅金的成年男性，才擁有投票權和被選權。在更为极端的勋阀政治形式中，其权力的分配完全取决于财富，而不考虑其社会或公民责任。勋阀政治的形式可能会改变，成为富人和强者用来巩固他们的资产的的力量。

## 勋阀政治与财产
梭伦早在公元前6世纪在他为雅典城邦编写的《梭伦宪法》中提出勋阀政治的想法，并将其作为一种寡头分级政治制度。他是已知第一个有意实行勋阀政治的领导人。在四个等级之中最高等级的成员之间分配政治权利和经济责任。梭伦通过测量每个人每年可以生产多少農产品来确定这些等级，即：
- 五百桶戶：意指有五百“模底（英语：Medimnos）”的人，即其地产可生产五百个模底以上农产品的人。他们可以担任军队的将领。
- 骑士：即有能力饲养一只战马的人，其地产可生产三百至五百个模底农产品的人，他们在战争时担当骑兵。其以上两阶层的人有资格担任城邦执政官。
- 饲轭者：可提供一对上轭公牛的人，其地产每年可生产二百个模底农产品， 他们在战争时担当重甲步兵。
- 雇工阶级：其收入不足二百个模底。

哈蒙德认为梭伦在上层阶级实行累进税制，征收比例为6：3：1，最低等级级thetes不用缴纳任何税款，但他们也没有资格当选公职人员。
亚里士多德后来在他的《尼各馬可倫理學》(Book 8, Chapter 10 （页面存档备份，存于）) 中写到一个国家的三种“真正的政治形式”， 每一种都可能以腐败的形式出现，成为三种消极形式之一。亚里士多德在资产所有者的统治合法性的方面描述了勋阀政治：它包括他的一个真正的政治形式。亚里士多德所阐述的勋阀政治近似于雅典宪法所说的，虽然雅典用描述民主政治的方法描述这种制度的腐败形式。

## 勋阀政治的可比性，及柏拉图的五种政治制度
在《理想国》中，柏拉图描述了五种政治制度（其中四种是不公正的）。勋阀被列为第一种“不公正”的政治制度。贵族制退化为勋阀政治，当由于其统治阶级的错误估计，下一代的监护人和辅助者中会有低劣的人（灵魂由铁或青铜制成的人，而不是有由金和银制成灵魂的，理想的监护人和辅助者）。 在选择领导人时，勋阀政治总是“更倾向于高调,简单,更适合战争的人”。斯巴达的城市国家给柏拉图提供了这种政府形式的真实世界模型。 现代观察家可能将斯巴达描述为极权主义或一党制国家，尽管我们对其社会了解的细节几乎完全来自斯巴达的敌人。“军国主义 - 平等主义”的思想也许更准确地反映了斯巴达社会的基本价值观。